# Groo
Groo (engl. Groo the Wanderer) ist ein Fantasy-Funny-Comicserie, erdacht und gezeichnet von Sergio Aragonés, getextet von Mark Evanier und koloriert von Tom Luth.

## Die Serie
Groo ist ein muskelbepackter Schwertkämpfer in einer Fantasy-Welt voller Gefahren. Er selbst ist ausgesprochen tollpatschig und leichtsinnig, was ihm bisweilen einen schlechten Ruf einbringt. In seiner Welt muss er sich mit Magiern und Hexen, Seeräubern, Ungeheuern, Kriegern und wundersamen Wesen herumplagen.

## Veröffentlichung
Groo ist eine Idee des Zeichners Sergio Aragonés. Ihren ersten Auftritt hatte die Figur in einer vierseitigen Geschichte im Heft Destroyer Duck #1 des Verlages Eclipse Comics im Februar 1982. Im gleichen Jahr startete der Verlag Pacific Comics eine eigene Heftserie. Aufgrund von Zahlungsschwierigkeiten konnten nur acht Hefte erscheinen. Die Serie wurde dann vom Marvel-Imprint Epic als Serie veröffentlicht. Bis 1994 sind 120 Ausgaben erschienen. Die nächsten zwölf Hefte erschienen bei Image Comics, seit 1998 ist der Heimatverlag der Serie Dark Horse Comics. Hier werden überwiegend Miniserien verlegt.

## Erschienene Titel in Deutschland
- Groo der Wanderer (Interpart Verlag)
  - Band 1: Immer hinein ins Verderben! (1984)
  - Band 2: Schwer bepackt und leicht beknackt! (1984)
  - Band 3: Sapperlot – wo ist das Boot? (1984)
  - Band 4: Trotz Siegerpose geht's in die Hose! (1985)
  - Band 5: Viel Ächz, viel Uff und noch mehr Bluff! (1985)
- Groo der Blahbar (Condor-Interpart Verlag, Band 1–3, Conpart Verlag, Band 4) (1990)
- Groo (Dino Verlag)
  - Band 1: Der intelligenteste Mann der Welt (Juli 1999)
  - Band 2: Groo & Rufferto (Ende Dezember 1999 / Anfang Januar 2000)
  - Band 3: Mächtiger als das Schwert (November 2000)